# 巴倫支島
78°25′N 21°27′E / 78.417°N 21.450°E

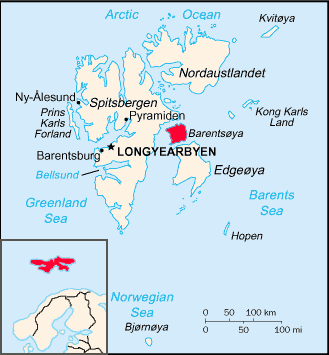

巴倫支島是挪威的島嶼，位於巴倫支海，屬於斯匹茲卑爾根群島的一部分，長50公里、寬50公里，面積1,288平方公里，最高點海拔高度590米，島上無人居住。